# Lawless Darkness
Lawless Darkness è il quarto album della band black metal Watain, pubblicato nel 2010 sotto l'etichetta discografica Season of Mist.

## Tracce
1. Death's Cold Dark – 5:29
2. Malfeitor – 6:58
3. Reaping Death – 5:07
4. Four Thrones – 6:16
5. Wolves Curse – 9:12
6. Lawless Darkness – 6:08
7. Total Funeral – 6:04
8. Hymn to Quayin – 5:57
9. Kiss of Death – 7:46
10. Waters of Ain – 14:31

## Formazione
- Håkan Jonsson - batteria
- Pelle Forsberg - chitarra
- Erik Danielsson - voce, basso